# Lily Travers
Lily Travers (Londres, Reino Unido, 1 de enero de 1991) es una actriz británica, conocida por haber hecho muchos papeles en el cine, teatro y televisión, entre las que se destacan ser Sofía, Duquesa de Monmouth, personaje de ficción en la serie Victoria.

## Biografía
Travers nació en una familia de actores renombrados en el mundo, es nieta de los actores Virginia McKenna y Bill Travers. Estudió inglés en la Universidad de Durham y vive en Londres.

## Carrera actoral
En 2017, Travers apareció como Polly en el episodio del Doctor Who "Twice Upon a Time" y como la Duquesa de Monmouth, Sofía en Victoria en el 2016.

## Filmografía
| Año  | Título                                            | Interpreta                 | Notas                                                                        |  |
| ---- | ------------------------------------------------- | -------------------------- | ---------------------------------------------------------------------------- |  |
| 2013 | Doctors                                           | Amy Burdon                 | Episodio: "Revelations"                                                      |  |
| 2014 | Travellers                                        | Claire                     | película para televisión                                                     |  |
| 2014 | Kingsman: The Secret Service                      | Lady Sophie                |                                                                              |  |
| 2014 | The Incredible Adventures of Professor Branestawm | Young Miss Blitherington   |                                                                              |  |
| 2015 | Edge of Sleep                                     |                            | película para televisión                                                     |  |
| 2015 | The Royals                                        | Zoe                        | Episodio: "Taint Not Thy Mind, Nor Let Thy Soul Contrive Against Thy Mother" |  |
| 2016 | Late Shift                                        | Elodie                     |                                                                              |  |
| 2016 | Golden Years                                      | Alison                     |                                                                              |  |
| 2016 | Me Before You                                     | Karen                      |                                                                              |  |
| 2016 | First Born: Genesis                               | Selina                     | Short film                                                                   |  |
| 2017 | Viceroy's House                                   | Pamela Mountbatten         |                                                                              |  |
| 2017 | Doctor Who                                        | Polly                      | Episodio: "Twice Upon a Time"                                                |  |
| 2017 | Brussel                                           | Sandra                     | 5 episodios                                                                  |  |
| 2017 | Still Star-Crossed                                | Stella                     | 3 episodios                                                                  |  |
| 2019 | Victoria                                          | Sofía, Duquesa de Monmouth |                                                                              |  |
| 2020 | Misbehaviour                                      | Anna                       |                                                                              |  |